# Opopaea kanpetlet
Opopaea kanpetlet es una especie de araña araneomorfa del género Opopaea, familia Oonopidae. Fue descrita científicamente por Tong & Li en 2020.
Habita en Birmania.